# Pastinaca petteri
Pastinaca petteri är en flockblommig växtart som beskrevs av Roberto de Visiani och Heinrich Gottlieb Ludwig Reichenbach. Pastinaca petteri ingår i släktet palsternackor, och familjen flockblommiga växter. Inga underarter finns listade i Catalogue of Life.